# Luka Jeran

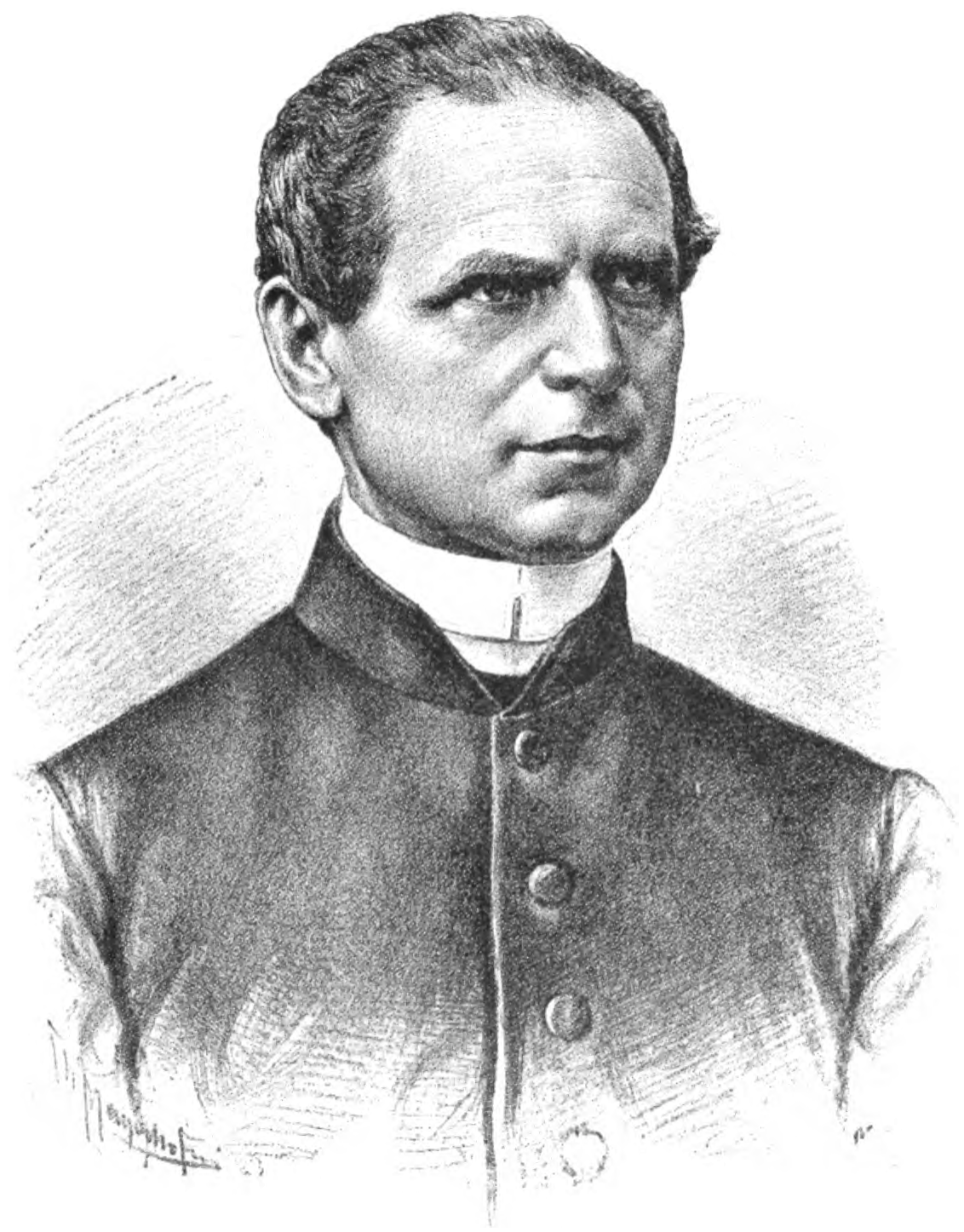
Luka Jeran (von Th. Mayerhofer, 1889)

Luka Jeran (* 16. Oktober 1818 in Javorje (deutsch: Afriach) nahe Bischoflack, Oberkrain; † 25. April 1896 in Laibach) war ein slowenischer Missionar und religiöser Dichter, Schriftsteller und Redakteur.

## Leben
Jeran besuchte die Gymnasien in Karlstadt (Kroatien) und Laibach. 1840 bis 1842 studierte er slawische Sprachen und anschließend am Priesterseminar Theologie. Er wurde 1846 zum Priester geweiht und wurde Kaplan in Poljane (bei Bischoflack), Horjul und Laibach. In den Jahren 1853 und 1854 reiste er als Missionar nach Afrika, kehrte aber beide Male krank zurück. Er wurde 1869 zum päpstlichen Kämmerer und 1882 zum Kanoniker der Kathedrale ernannt.
Bereits in Karlstadt hatte er sich der illyrischen Bewegung angeschlossen und mit Stanko Vraz korrespondiert. Er veröffentlichte ab 1843 patriotische und religiöse Gedichte in Zeitungen (er war Redakteur der Zgodnja Danica), die ohne besonderen literarischen Wert sind.
Als Mitarbeiter von Janez Bleiweis verfasste er religiöse und erzieherische Fachartikel sowie literarische Beiträge, in denen er unter anderem die Befassung mit Erotik ablehnte. Daher war er ein Gegner von Prešeren und beförderte die Intoleranz.
Als Mäzen der in Laibach studierenden Jugend begründete er um 1880 eine Schülerküche.